# コヨメナ
コヨメナ（小嫁菜、学名：Kalimeris indica）はキク科の多年草。道端で見かける野菊の一種。若葉は食用になり、上海周辺では野菜として利用される。別名インドヨメナ、漢名は馬蘭。

## 形態

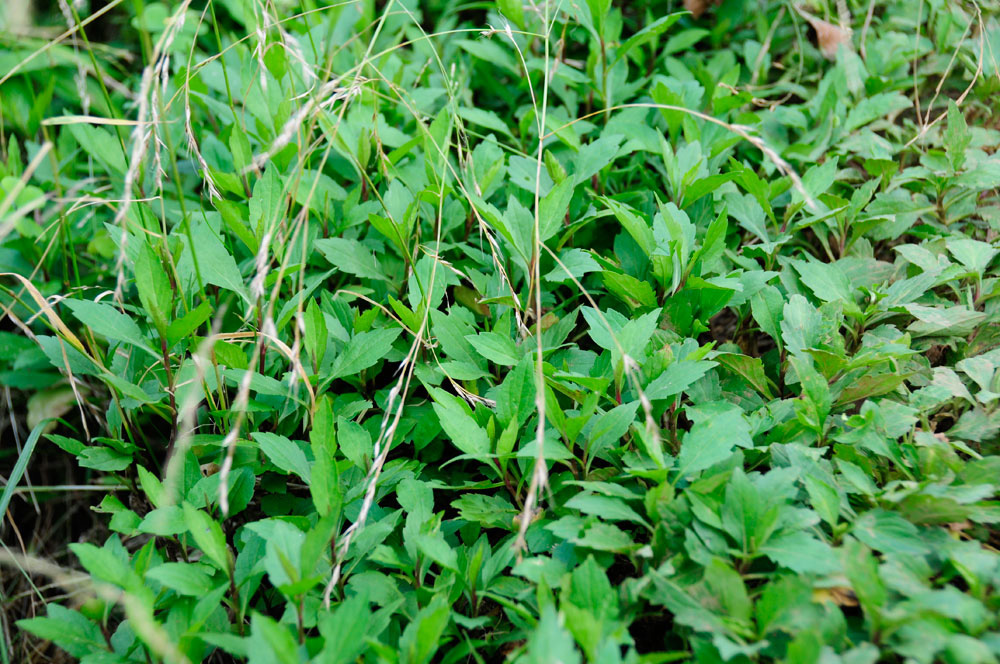
あぜ道脇に群生するコヨメナ。

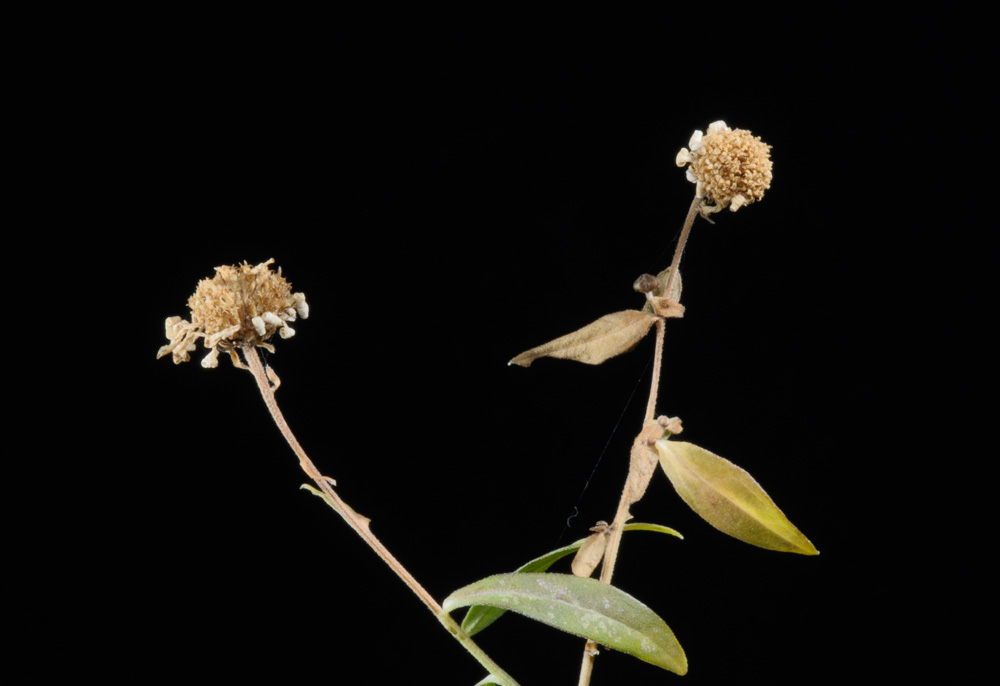
冬に枯れたコヨメナ。

いわゆる野菊に類するものである。ヨメナに似るが、全体に小型で、背丈は30cmから60cm程度。7月ごろに茎の先端から花茎を伸ばし、その先端に花をつける。頭状花序で、花弁は薄紫色か淡い黄色。
地下茎があり、小さな群落を作る。葉は卵状楕円形で、粗く低い鋸歯がある。色は深緑で、すべすべしている。茎が赤いものと緑色のものがあり、食用には赤いものが向く。
南方から侵入したと考えられるコヨメナの染色体数は(2n=54)で、中国から九州に入り、近畿以北に多く見られるオオユウガギク(2n=72)と日本で自然交配し、2n=63のヨメナが生まれたと考えられている。

## 分布
アメリカ合衆国ハワイ州から、日本の四国、九州南部から琉球列島、小笠原諸島、朝鮮半島南部、中国、インドシナ半島、インドまでの地域に分布する。
畑や田んぼのあぜ道、広葉樹林内の林道、山の斜面などで見られる。

## 利用

### 食用
春に若葉を摘んで食べる。独特の香気があり、さっぱりした食味の山菜と扱われている。中国の上海料理では若葉を「馬蘭頭」(中国語簡体字 马兰头 マーラントウ mǎlántou、上海語 モーレードゥ)と称し、茹でて水分を絞り、押し豆腐、タケノコ、中国ハムなどと共に細かく刻んで、塩、砂糖、ごま油などと和えた「香干馬蘭頭」という料理が冷菜としてよく食べられている。他に炒め物にもされる。清の袁枚は『随園食単』で、柔らかいところを摘んで、タケノコと酢で和えるとしている。また、清末から中華民国時期の南京出身者である龔乃保も『冶城蔬譜』で、畦に生える山菜として独特のもので、余所では食べないなどと記している。江蘇省では枸杞の葉、菊花脳(南京菊の若葉)と合わせて「南京三宝」と称し、地方独特の野菜として扱われる。
日本では雑草や山菜に類するものであるが、中国では野菜として2月末頃に種を蒔き、清明節ごろから2回収穫される。茎の赤いものと緑のものがあり、赤いものの方が美味とされ、別名「紅梗菜」とも呼ばれる。

### 薬用
生薬として、夏か秋に全草または根を採集し、乾燥して利用する。清熱、解毒などの作用があるとされ、『本草綱目』は根、葉を、瘧(おこり)、腹痛、痔に用いるとする。臨床では、全草を煎じて、内服させたところ慢性気管炎に効果があったとの報告がある。

## 近縁種
この属は東アジアに約10種、日本には5種が知られる。日本のヨメナ属のものはオオバヨメナを除いて、どれもよく似ている。

### ヨメナ属

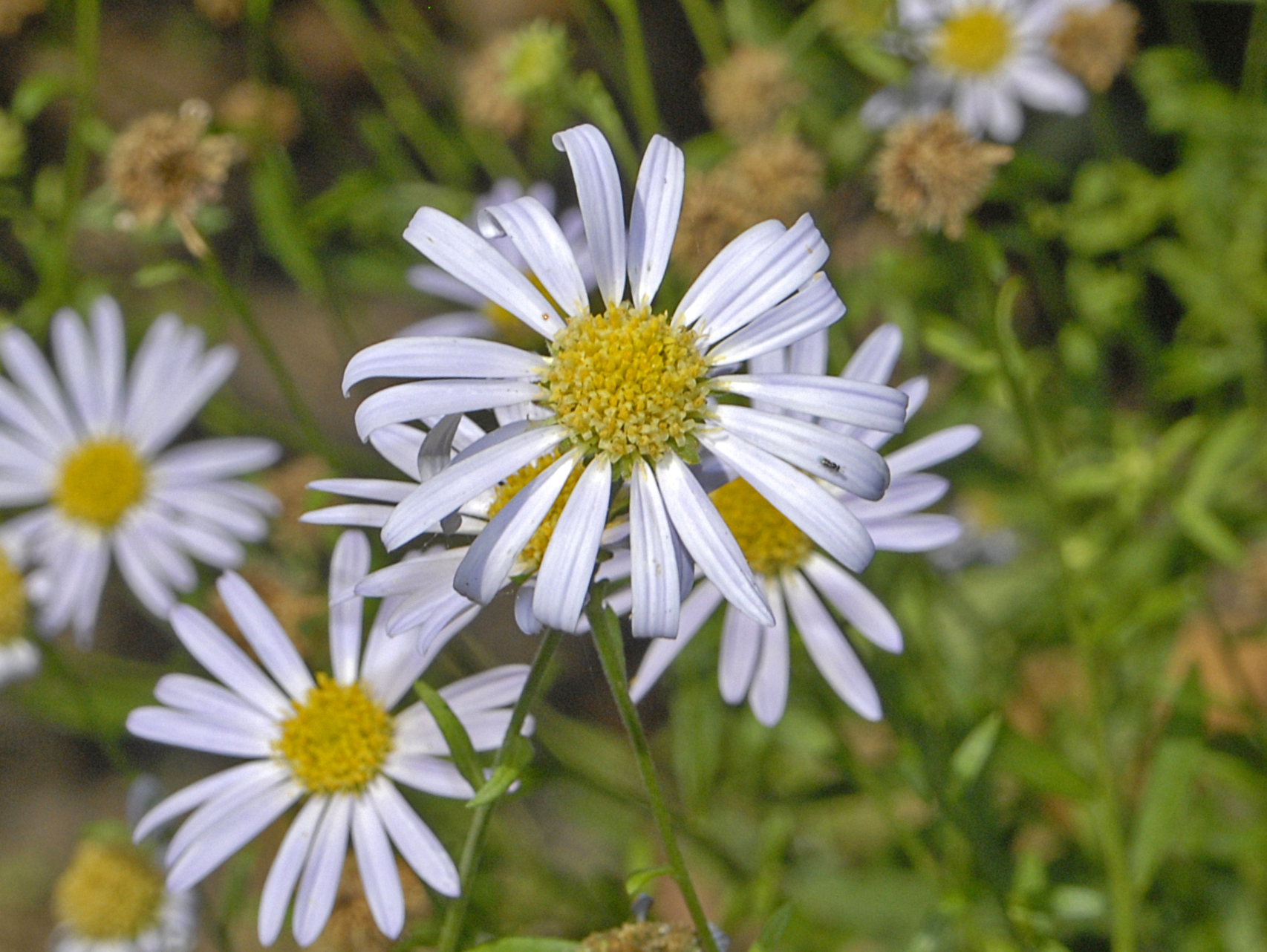
オオユウガギク

オオユウガギク K. incisa (Fish.) DC.
ヨメナより一回り大きく、葉はやや深く切れ込む。湿地などに生え、四国と九州、それに本州西部にある。国外では中国東北部からシベリアに産する。
カントウヨメナ K. pseudoyomena Kitam.
ヨメナに似るが、より小型。葉もやや切れ込みが深い。関東以北の本州に分布。
ユウガギク K. pinnatifida (Maxim.) Kitam.
ヨメナに似るが、より小型。葉は薄く、大きく裂けることがある。近畿地方以北の本州に分布。
オオバヨメナ K. miqueliana (Hara) Kitam.
山林に生育する種で、花はやや小さい。葉がハート形をしている。四国、九州に分布する。

### シオン属

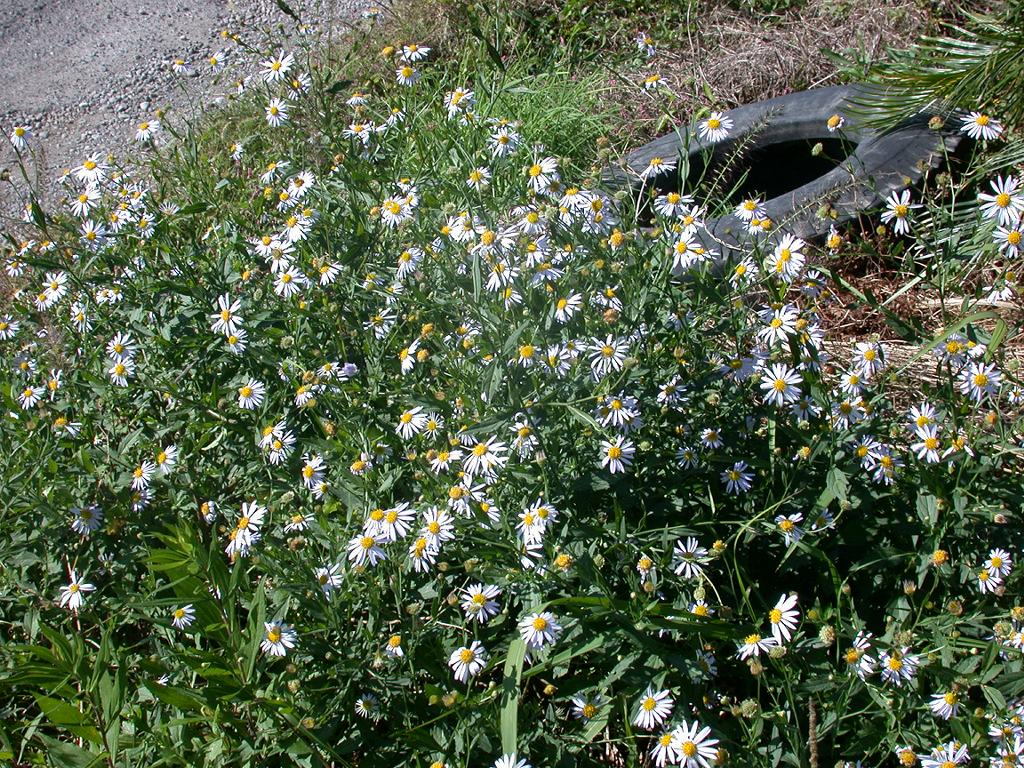
ヨメナ

ヨメナ Aster yomena
シオン属。本州中部以西、四国、九州に分布する。中国には一部で帰化しているらしい。道端で見かける雑草に類する植物であるが、山間でも見かける。秋に薄紫か白い菊の花をつける。やや湿ったところを好む。